# Michał Hieronim Kossecki
Michał Hieronim Kossecki herbu Rawicz (ur. ok. 1780, zm. 1 kwietnia 1830) – pułkownik armii Księstwa Warszawskiego, dowódca 4 Pułku Strzelców Konnych. 

## Życiorys
Syn Stanisława (posła Sejmu Czteroletniego) i brat generała dywizji Franciszka Ksawerego. Uczestnik wojen Napoleońskich. Brał udział w wojnie z Austrią w 1809 (Raszyn, Grochów, Sandomierz i Kraków) oraz bitwie pod Lipskiem, a w 1814 w obronie Paryża. Walczył w kampanii rosyjskiej w 1812. Szczególnie odznaczył się w bitwie nad Berezyną. W wyniku rany generała Dominika Dziewanowskiego w boju pod Borysowem objął dowództwo kawalerii w dywizji generała Jana Henryka Dąbrowskiego. Prowadząc zwycięską szarżę nad Berezyną, walnie przyczynił się do udanej przeprawy przez rzekę armii napoleońskiej. Kawaler Orderu Legii Honorowej oraz Orderu Virtuti Militari. Pochowany został w Sieradzu na terenie dzisiejszego Klasztoru Sióstr Urszulanek.